# Rivea hypocrateriformis
Rivea es un género monotípico de plantas con flores perteneciente a la familia de las convolvuláceas. El género comprende 47 especies descritas y de ellas solo una aceptada Rivea hypocrateriformis que es originaria de Asia Central en Pakistán y la India.

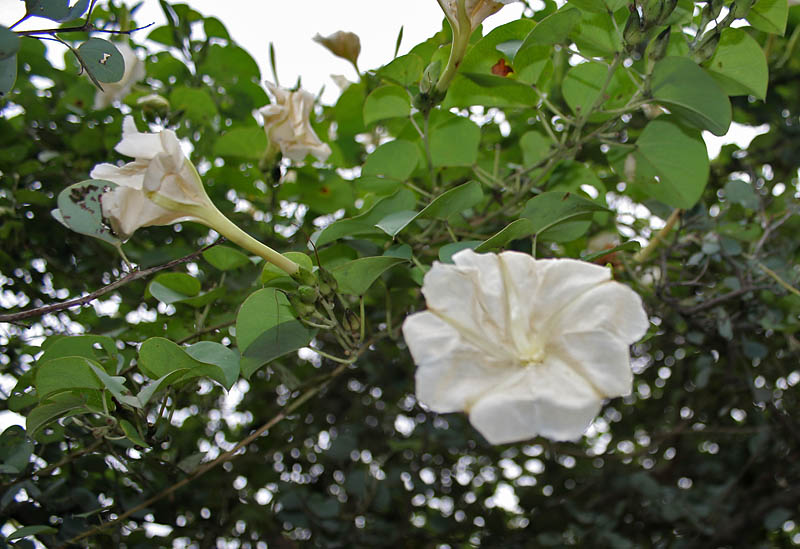
Flores

## Descripción
Son  lianas, con los tallos que se convierten en leñosos con la edad, pubescentes. Hojas cordadas redondeadas, obtuso pubescentes apicales. Flores generalmente solitarias. Sépalos desiguales, ovados, apicalmente obtusos, de 10-12 mm de largo. La corola de color blanco, de 6-9 cm de largo. El fruto indehiscente o tardíamente dehiscente, de 2 cm de largo. Las semillas de color marrón, glabras.

## Taxonomía
El género fue descrito por (Desr.)  Choisy y publicado en Mémoires de la Société de Physique et d'Histoire Naturelle de Genève 6: 408. 1834.